# Lysviks landskommun
Lysviks landskommun var en tidigare kommun i Värmlands län, i området mellan Torsby och Sunne tätorter. Centralort var Lysvik. Landskommunen hade 2 919 invånare år 1944 respektive 2 256 invånare den 1 november 1965.
Det före detta kommunhuset i Lysvik används idag av "Lysviks byalag" samt som brandstation.

## Administrativ historik
Lysviks landskommun inrättades den 1 januari 1863 i Lysviks socken i Fryksdals härad i Värmland  när 1862 års kommunalförordningar trädde i kraft. 
Kommunen påverkades inte av kommunreformen 1952 och förblev oförändrad fram till år 1971 då den, tillsammans med Sunne köping och Gräsmarks kommun, kom att bli en del av den nya Sunne kommun.

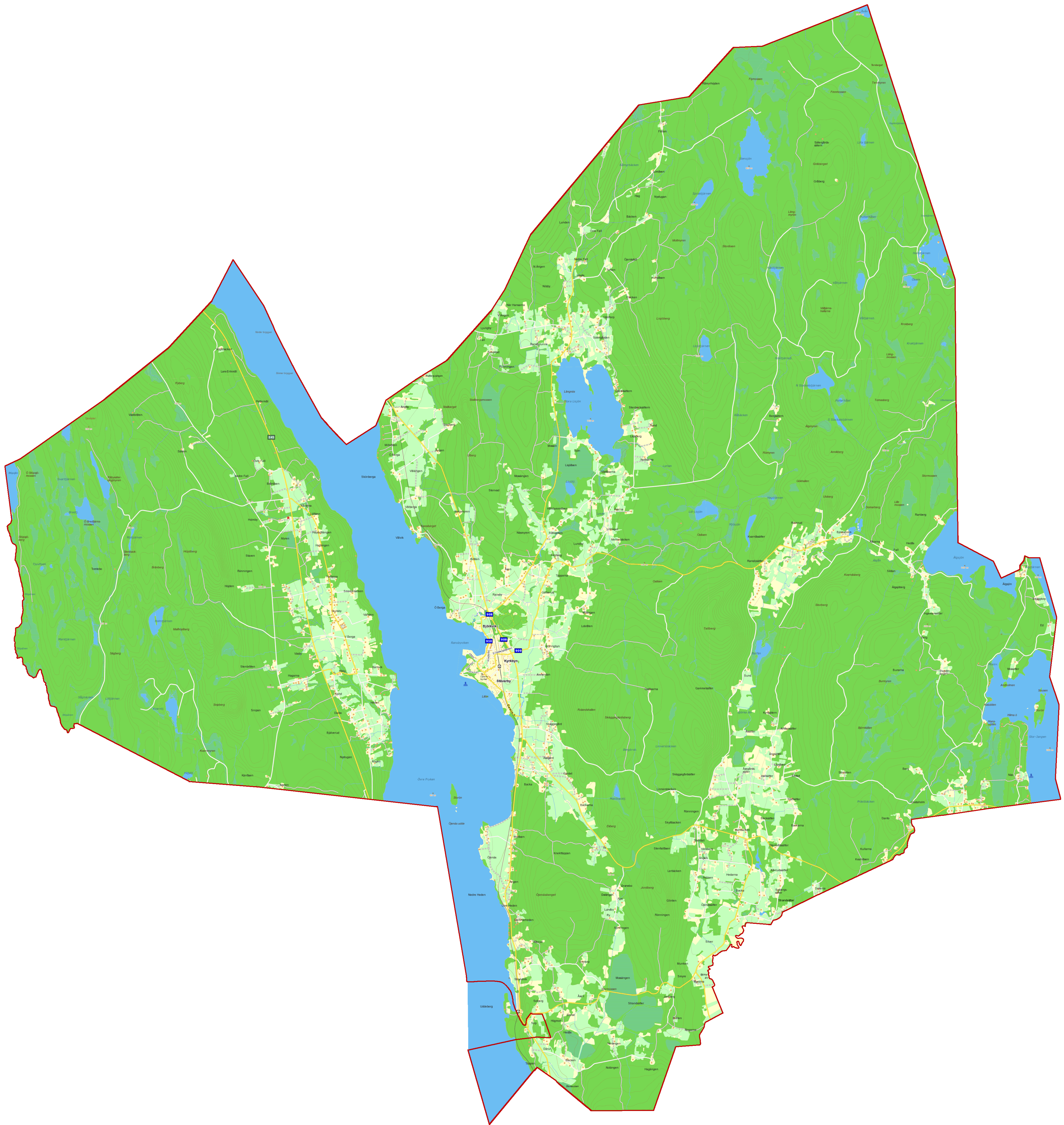
Karta över Lysviks landskommun med 1966 års gränser. Kartans innehåll är från 2010.

### Kyrklig tillhörighet
I kyrkligt hänseende tillhörde kommunen Lysviks församling.

## Kommunvapen
Lysviks landskommun förde inte något vapen.

## Geografi
Lysviks landskommun omfattade den 1 januari 1952 en areal av 201,83 km², varav 178,54 km² land.

### Tätorter i kommunen 1960
I Lysviks kommun fanns tätorten Lysvik, som hade 322 invånare den 1 november 1960. Tätortsgraden i kommunen var då 12,8 procent.

## Politik

### Mandatfördelning i valen 1938-1966
| 9 | 5 | 2 | 9 |

| 25 |

| 9 | 14 | 2 |

| 25 |

| 10 | 12 | 3 |

| 25 |

| 11 | 7 | 3 | 4 |

| 25 |

| 11 | 7 | 3 | 4 |

| 24 |

| 11 | 7 | 3 | 4 |

| 23 |

| 11 | 9 | 2 | 3 |

| 22 |

| 10 | 10 | 2 | 3 |

| 22 |

För valresultat nyare än 1966 i den nya hopslagna kommunen, se: Sunne kommun#Politik.

## Forna kommuner inom dagens Sunne kommun
- Gräsmarks landskommun (1863-1970)
- Lysviks landskommun (1863-1970)
- Sunne landskommun (1863-1951)

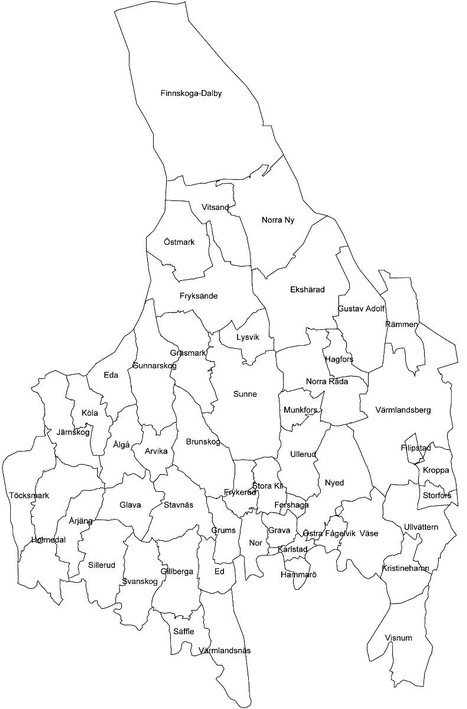
Kommuner i Värmlands län före 1970-talet

- Västra Ämterviks landskommun (1863-1951)
- Östra Ämterviks landskommun (1863-1951)
- Sunne köping (1920-1970)
- Stora Sunne landskommun (1952-1962)